# Peter Harvey
Pour les articles homonymes, voir Harvey.
Peter Harvey, né en 1958, est un baryton britannique spécialisé dans le répertoire baroque.

## Formation
Peter Harvey entame des études universitaires au Magdalen College, l'un des plus prestigieux collèges de l'université d'Oxford, pour y étudier le français et l'allemand mais il se réoriente rapidement vers la musique,.
Après l'université, il continue des études à la Guildhall School of Music and Drama à Londres,,. Durant cette période, il remporte plusieurs prix dans des compétitions internationales de chant, comme la « Walther Grüner International Lieder Competition », l'« English Song Award », et le « Peter Pears Award ».

## Carrière
Peter Harvey a travaillé avec de nombreux ensembles britanniques comme les English Baroque Soloists et le Monteverdi Choir (John Eliot Gardiner), les Gabrieli Consort & Players (Paul McCreesh), le King's Consort (Robert King), le Purcell Quartet, le London Baroque, The Sixteen (Harry Christophers), The Academy of Ancient Music (Christopher Hogwood), The Orchestra of the Age of Enlightenment (Gustav Leonhardt) et le BBC Symphony Orchestra,,.
Parlant aisément le français, il a collaboré avec des ensembles français et belges comme La Chapelle royale et le Collegium Vocale Gent (Philippe Herreweghe), l'Orchestre philharmonique royal de Liège (Pierre Bartholomée), Il Seminario Musicale (Gérard Lesne), Les Talens Lyriques (Christophe Rousset) et Le Concert Spirituel (Hervé Niquet),.
Par ailleurs, il a également chanté avec la Nederlandse Bachvereniging, le Berlin Radio Symphony Orchestra, l'ensemble La Stagione de Frankfurt, le Stuttgart Chamber Choir (Frieder Bernius) et le Boston Symphony Orchestra (Bernard Haitink).
Enfin, Peter Harvey a fondé le Magdalena Consort, qui se consacre à la musique vocale de Jean-Sébastien Bach.

## Discographie sélective
Peter Harvey a participé à une centaine d'enregistrements couvrant un répertoire de huit siècles, avec une prédilection pour la musique baroque, sans négliger le répertoire contemporain.
Ces enregistrements ont été publiés sur de nombreux labels comme Virgin Classics, Linn Records, Chandos, Astrée, BIS Records, Channel Classics, Hyperion, Harmonia Mundi, Cyprès et Soli Deo Gloria :
- 1990 : Cantate Ich hatte viel Bekümmernis BWV 21 de Jean-Sébastien Bach, avec Barbara Schlick, Howard Crook, Gérard Lesne, La Chapelle royale et le Collegium Vocale Gent dirigés par Philippe Herreweghe
- 1993 : Marc-Antoine Charpentier : Vêpres aux Jésuites, H.536, H.204, H.361, H.203 - 203 a, H.225, H.32, H.208, H.35, H.160 -160 a, H.67, H.78. (reconstitution Catherine Cessac, Ensemble Vocal de Lausanne, Charles Daniels, Mark Tucker, Hans-Jürg Rickenbacher, Peter Harvey, Stephan Imboden, Natacha Ducret, Ensemble baroque L'Arpa Festante dir. Michel Corboz. 2 CD Cascavelle VEL 1030 1994 : Motets de Baldassare Galuppi, avec Véronique Gens, Gérard Lesne et l'ensemble Il Seminario Musicale dirigé par Gérard Lesne
- 1995 : Leçons de ténèbres, Office du Jeudi Saint de Marc-Antoine Charpentier l'ensemble Il Seminario Musicale dirigé par Gérard Lesne
- 1995 : The Indian Queen de Henry Purcell, avec The Purcell Simfony et The Purcell Simfony Voices
- 1995 : Dichterliebesreigentraum de Henri Pousseur, avec Marianne Pousseur (soprano), Alice Ader et Brigitte Foccroulle, piano et l'Orchestre Philharmonique de Liège, direction Pierre Bartholomée
- 1998 : I Pellegrini al Sepolcro di Nostro Signore de Johann Adolph Hasse, avec Rachel Elliott, Valérie Gabail, Gérard Lesne, Michael Chance et l'ensemble Il Seminario Musicale dirigé par Gérard Lesne
- 1999 : Stabat Mater de Luigi Boccherini et Stabat Mater d'Emanuele d'Astorga, avec Susan Gritton, Sarah Fox, Susan Bickley, Paul Agnew et The King's Consort, direction Robert King
- 1999-2000 : Lutheran Masses volumes 1 et 2 de Jean-Sébastien Bach, avec The Purcell Quartet
- 2000 : Bach Cantatas Vol. 27, avec Ruth Holton, Daniel Taylor, le Monteverdi Choir et les English Baroque Soloists, direction John Eliot Gardiner
- 2000 : Leçons des Ténèbres de Franz Xaver Richter, avec  Isabelle Poulenard, Gilles Ragon, Pascal Bertin et l'ensemble Stradivaria
- 2001 : Irish, Welsh & Scottish songs de Beethoven, avec Sophie Daneman, Paul Agnew, Alessandro Moccia, Alix Verzier et Jérôme Hantaï
- 2001 : Le choix d'Hercule de Haendel, avec The King's Consort, direction Robert King
- 2002 : Requiem d'André Campra, avec Véronique Gens, Jean-Paul Fouchécourt et Le Concert Spirituel, direction Hervé Niquet
- 2004 : Early Cantatas Volume I, avec Emma Kirkby, Michael Chance, Charles Daniels et The Purcell Quartet
- 2004 : Motets avec Symphonies de Joseph Bodin de Boismortier, avec Véronique Gens, Jean-Paul Fouchécourt et Le Concert Spirituel, direction Hervé Niquet
- 2004 : Motteten (Motets) de Henri-Jacques de Croes, avec la Capella Brugensis et le Collegium Instrumentale Brugense, dir. Patrick Peire
- 2005 : Sacred Cantatas, Vol. 2 de Buxtehude, avec Emma Kirkby, Michael Chance, Charles Daniels et The Purcell Quartet
- 2007 : French cantatas by Rameau and Campra, avec Philippa Hyde et le London Baroque
- 2009 : Israël in Egypt de Georg Friedrich Haendel, avec Julia Doyle, Martene Grimson, Robin Blaze, James Oxley, Stefan MacLeod l'ensemble vocal Arsys Bourgogne et le Concerto Köln, direction Pierre Cao
- 2010 : Winterreise de Schubert, avec Gary Cooper (piano)
- 2010 : The Queen's Music: Italian Vocal Duets & Trios, avec Emma Kirkby et Susanne Ryden
- 2010 : Easter & Ascension Oratorios de Jean-Sébastien Bach, avec le Retrospect Ensemble, direction Matthew Halls
- 2010 : Mass in B minor de Jean-Sébastien Bach, avec le Yorkshire Bach Choir et les Yorkshire Baroque Soloists, direction Peter Seymour
- 2013 : St Matthew Passion, avec les Yorkshire Baroque Soloists, direction Peter Seymour
- 2013 : L'Allegro, il Penseroso ed il Moderato de Georg Friedrich Haendel, avec les Gabrieli Players, direction Paul McCreesh
- 2014 : Recreation for the Soul: Bach Cantatas BWV 150, BWV 78, BWV 147, avec le Magdalena Consort, direction Peter Harvey
- English Ayres de Thomas Campion, avec Michael Chance (contre-ténor), Nigel North (luth), Mark Padmore (ténor) et Rachel Elliott (soprano)